# Kratkonogi skobec
Kratkonogi skobec (znanstveno ime Accipiter brevipes) je ujeda iz družine kraguljev.

## Opis
Ta skobec je zelo podoben navadnemu skobcu, od njega se loči le po ožjih, bolj priostrenih perutih, krajšem repu in bolj sivih odtenkih, ki so najbolj opazni na glavi. Prav tako ima za razliko od navadnega skobca bolj temno rjave oči. Zraste od 33 do 38 cm in ima razpon peruti od 63 do 76 cm.

## Razširjenost
Življenjski prostor kratkonogega skobca so zgolj listnati gozdovi, razširjen pa je od jugovzhodne Evrope do Irana.
Hrani se pretežno z manjšimi glodalci, redkeje pa tudi z majhnimi pticami ter plazilci in večjimi žuželkami.
Gnezdi maja in junija v gnezdih, ki jih splete na drevesih.